# A Menina sem Qualities
A Menina Sem Qualities est une mini-série brésilienne produite et diffusée par MTV Brasil, coproduite par Quanta Studios en partenariat avec Quanta Post. La série a été créée le 27 mai 2013 et est une adaptation du roman allemand Spieltrieb de Juli Zeh. La mini-série est recommandée pour les personnes de plus de 16 ans (contient des scènes de nu) et décrit en 12 épisodes la relation d'Ana (Bianca Comparato), Alex (Rodrigo Pandolfo) et Tristán (Javier Drolas).

## Synopsis
Ana (Bianca Comparato) est une fille de seize ans de parents séparés qui a été expulsée de la dernière école pour avoir agressé un élève. Très intelligente, elle est souvent en conflit avec ses professeurs. Son comportement la transforme en solitaire jusqu'à ce qu'elle rencontre Alex (Rodrigo Pandolfo), un garçon manipulateur de dix-huit ans, fils d'un père libanais et d'une mère brésilienne. Le passe-temps d'Alex teste les limites des règles sociales, remettant en question leurs valeurs et leurs faiblesses.
Ensemble, ils décident de faire une farce à Tristán (Javier Drolas), professeur de littérature et d'espagnol. C'est un Argentin qui a été prisonnier politique pendant la dictature militaire de son pays . Maintenant marié à Bianca (Inês Efron), une femme dépressive qui a tenté de se suicider, il traverse une crise dans son mariage. Ana séduit Tristán, une rencontre filmée par Alex. Plus tard, les deux menacent de publier la vidéo sur Internet si Tristán n'accepte pas de poursuivre la relation. Ainsi, d'autres réunions ont lieu dans les locaux de l'école.

## Distribution
- Bianca Comparato : Ana
- Rodrigo Pandolfo : Alex
- Javier Drolas : Tristán
- Inês Efron : Bianca
- Eduardo Oliveira : Hofmann
- Luna Martinelli : Luna
- Rodrigo Pavon : Olavo
- Wagner Moura : Pai de Alex
- José Sampaio : Rodrigo
- Gabriela Poester : Selma
- Ivo Müller : General
- Mariana Nunes : Sofia
- João Bourbonnais : Valter
- Marcos Felipe : Daniel
- Henrique Schafer : Professor Henrique